# Palacio episcopal de Begíjar

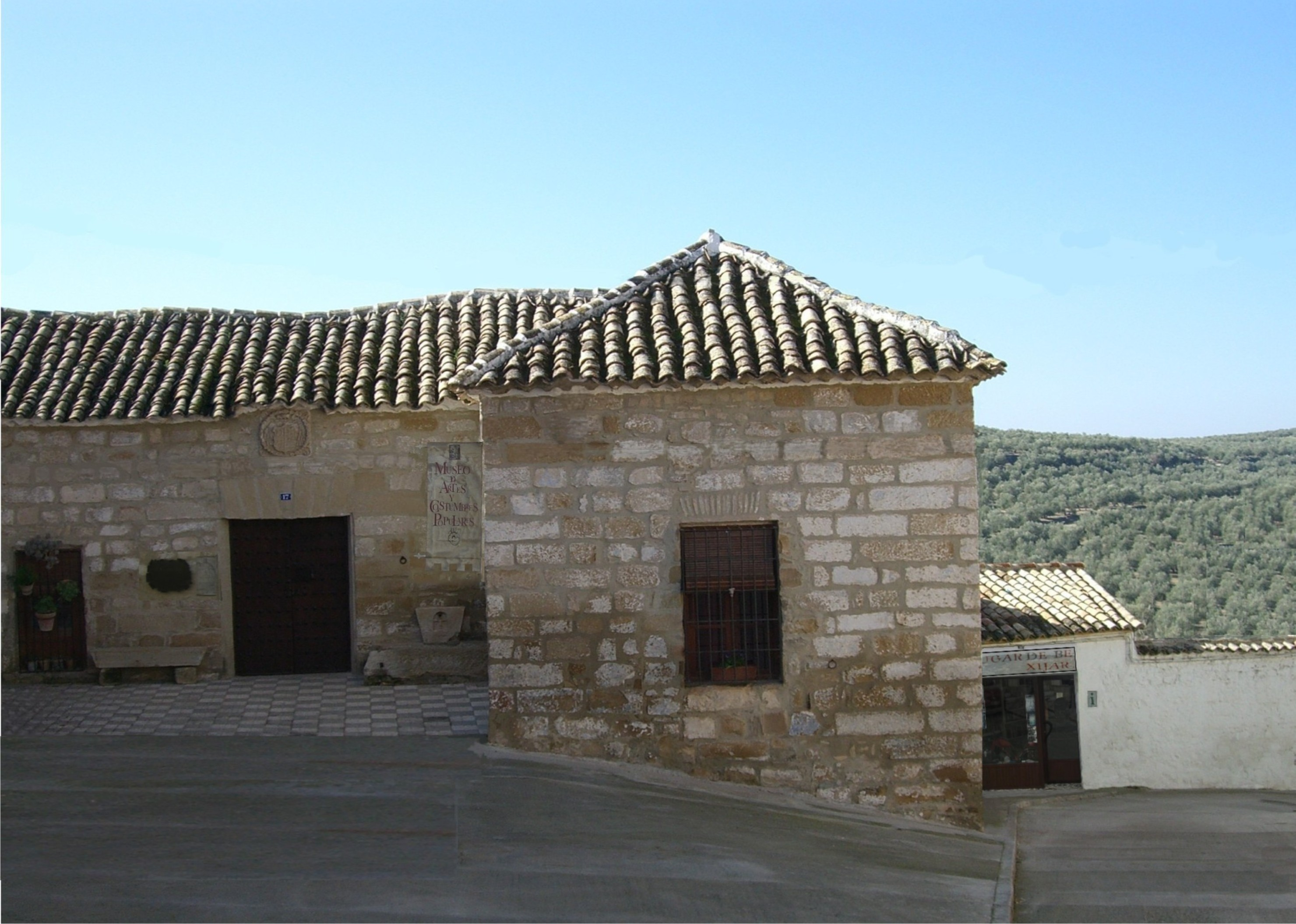
Palacio Episcopal.

El Palacio Episcopal de Begíjar (Provincia de Jaén, España) es un edificio renacentista construido en el siglo XVI, entre los años 1505-1510. Declarado como bien de interés cultural en 1985 y protegido de manera integral en NNSS (Normas Subsidiarias de Planteamiento Municipal de Begíjar, Ordenanzas Urbanísticas, 2002). El Palacio Episcopal de Begíjar representa una de las primeras muestras de renacimiento hispano de la península ibérica. Fue una de las principales residencias de los Obispos de la Diócesis de Jaén en la provincia, utilizándose como avanzado y trascendental bastión en la formación de la primitiva Iglesia  después de la invasión Árabe en el territorio de la provincia de Jaén.
Este importante y emblemático monumento y sus antiguos moradores siempre han estado fuertemente unidos a la historia del Municipio. Se encuentra dentro del conjunto histórico-artístico y a escasos metros de distancia de la Iglesia de Santiago Apóstol y el Torreón s.XI del Castillo de Begíjar.

## Descripción
La configuración y situación del Palacio Episcopal de Begíjar, permiten entenderlo y valorarlo, no como ámbito circunscrito a una serie perimetral de edificios adosados que lo aislarían de su entorno, sino como espacio abierto a través del cual el núcleo de población se relaciona con el paisaje rural próximo.
Consta de una planta en forma de cruz latina, y de su fachada de mampostería regular destaca su portada adintelada rematada con el escudo heráldico del Obispo Fray Benito Marín.
Las cubiertas de teja árabe, son a una, dos, o cuatro aguas. Los volúmenes que cubren son generalmente compactos, rectangulares o cuadrados, con crujías proporcionalmente anchas, que dan como resultado largos faldones de pronunciada pendiente.
Las rejas de hierro forjado, están compuestas por sencillos barrotes que forman una trama vertical, horizontal o cuadrangular, dependiendo del caso, al igual que el tamaño de las mismas. Surgen casi siempre empotradas en los muros y rasantes a las fachadas, interior y exterior, aunque el edificio conserva un gran repertorio de rejas salientes mucho más elaboradas.

## Construcción
El Palacio Episcopal fue comenzado a construir a comienzos del siglo XVI, bajo el Pontificio de Fray Diego Deza, sobre parte de los terrenos del Castillo, pero fue tan corto el periodo en el que éste rigió (tan sólo tres años), que habría de esperar al siguiente pontificado para llevar a cabo su decisiva construcción. Sería Alonso Suárez de la Fuente del Sauce, el nombrado "Obispo constructor", quién impulsaría las obras hasta su definitiva finalización. 
Al frente de la obra se puso el maestro cantero Pedro López, que intervino en diferentes construcciones religiosas de la provincia, la más importante en la Catedral de Jaén.
Conserva íntegramente sus iniciales traza y dependencias, así como unas espectaculares cantinas abovedadas donde los prelados guardaban el vino y el aceite. De su original trazado conserva intacto el jardín-huerto medieval, el cual continua con su primitivo sistema de riego, la alberca y el "minao" que la surte y que emana desde los cimientos del palacio. Incluye varios espacios: la Sala Capitular, la Capilla, cuadras y la letrina.
En el libro En busca del unicornio del escritor Jienenense Juan Eslaba Galán, se hace alusión a este palacio y al fuerte cordón umbilical que lo unía con los Obispos de Jaén.
Dentro del recinto, concretamente en el jardín-huerto del Palacio, de tradición hispanomusulmana o Andalusí, prolifera una rica biodiversidad animal y vegetal de gran importancia biológica, donde destaca un interesante número de especies, sobre todo avifauna, que de forma natural anidan y habitan la frondosa vegetación localizada, teniendo como principal factor el agua que fluye por medios naturales, dando lugar del mismo modo a notables especies botánicas que se originan de manera espontánea, creando un importante ecosostema de hábitat urbano.

## La Cruz del Mirador
El mirador del renacentista Palacio Episcopal del siglo XV, se ubica en el patio principal del edificio, uno de los espacios ajardinados originales en el trazado de esta construcción. Cuenta con una  gruesa e imponente estructura obrada a modo de parapeto defensivo. El mirador donde se jalona la cruz, es un excelente “palco” para disfrutar de una vistas únicas de los olivares que rodean al municipio, su entorno natural, los principales caminos y mestas de acceso a la localidad; también se divisan la figura de varias localidades de Comarcas como la Loma, Mágina, la Campiña, etc. así como se puede otear la exuberante y frondosa naturaleza que emana del huerto de este emblemático Palacio.
En cuyo perímetro, sobre un basamento cuadrangular escalonado, de una única grada de piedra y meseta de ladrillo, se levanta una esbelta columna de una sola pieza, en la cual pueden distinguirse varios elementos. 
Su fuste corresponde al cuerpo principal del conjunto, con tipología de columna, que data de principios del siglo XVI, cuyo diseño es cónico y completamente liso, dando paso a un capitel decorado primero con una pequeña moldura, terminando en otra mayor y más robusta. Remata la columna, una cruz forjada de hierro, flordelisada y recrucetada, o también llamada cruzada o recruzada, que puede considerarse como motivo heráldico.
Estas sencillas construcciones fueron en un principio uno de los símbolos conmemorativos de los edificios que contaban con privilegios dentro de la Villa de Begíjar, y nos advierte que estamos ante un lugar sagrado. El sentido histórico de este símbolo tras siglos de cristianismo se debe a la unión religiosa del mismo con el Obispado de Jaén, y por lo tanto al intento de sustituir las supersticiones paganas con las doctrinas del Evangelio y la creencia en el misterio de nuestra Redención.  

## Curiosidades

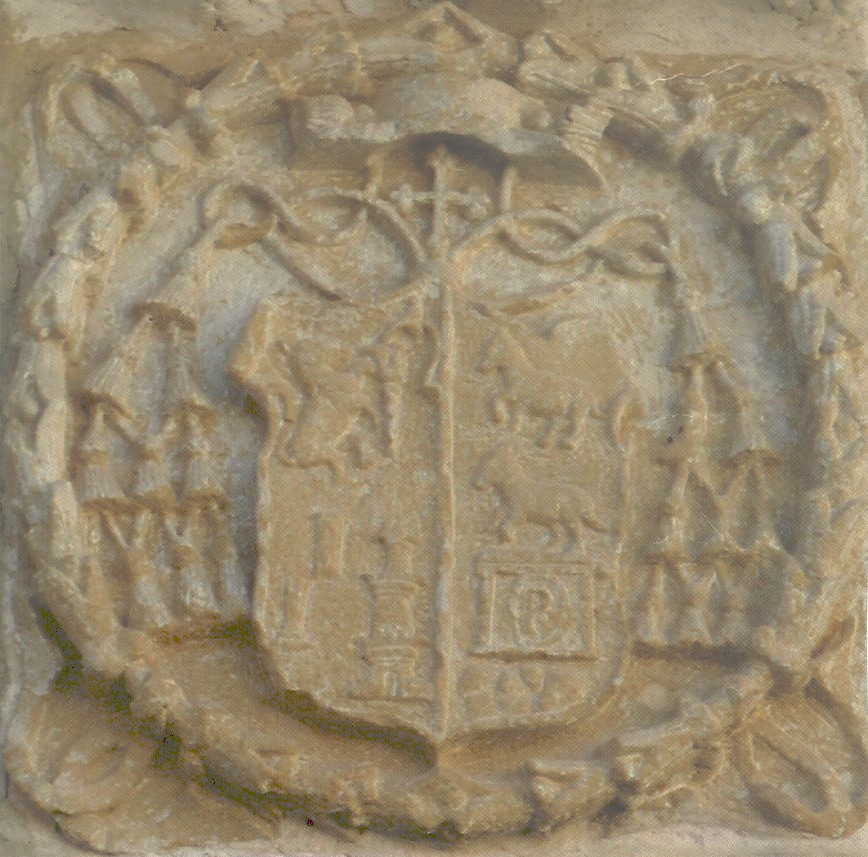
Escudo de armas de Fray Benito Marín.

- Durante siglos hubo una tradición en la cual los Obispos al entrar a la Iglesia de Begíjar se le hacía entrega de una escoba y recogedor de plata, simulando ser ellos los sacristanes de la misma, rebajando así su rango.
- El escudo del Palacio Episcopal sufriría tantos cambios como Obispos de la Diócesis de Jaén pasaron por él, siendo suprimido por el escudo de armas de cada Prelado regente.
- Los Obispos residentes en Begíjar fueron pioneros en utilizar a personas de color como "esclavos" a su servicio, todavía existe una calle en extramuros, cercana al Palacio llamada "de los Negros".
- Muchos fueron los Obispos que fallecieron en el Palacio Episcopal de Begíjar, tales como Francisco Delgado o Alonso Vázquez de Acuña, que incluso dejó descendencia reconocida de dos hijos y aún en el año 1627, sobre el Palacio figuraban unas cargas sufridas por una hipoteca a favor de Alonso de Acuña Solís (descendiente del Obispo) para responder del cargo de recaudador.

- El 24 de agosto de 1811, el Palacio "sufrió un asalto y saqueo de una partida de unos veinte soldados españoles, desertores del ejército, unos a caballo y otros a pie, provistos de escopetas, fusiles y armas blancas". De tal robo, los asaltantes sustrajeron dinero, objetos de plata, tapices..., además de cometer diversos destrozos en puertas y mobiliario del edificio.
- Con la desamortización, a mediados del siglo XIX, el palacio pasa a titularidad municipal y en él se instalan las escuelas de enseñanza pública.

## Apuntes históricos
- A lo largo de la historia, el palacio episcopal ha acogido a una gran lista de personajes ilustres, tales como Felipe IV, quién al ser proclamado Rey de España, decide visitar Andalucía, al regreso de su estancia en Sevilla y Córdoba, Begíjar era un lugar estratégico para la red viaria de al época. El Rey junto a su numeroso séquito, pernoctó en el Palacio, transcurrirían los primeros meses del año 1624 y por entonces el Prelado regente era Don Baltasar de Moscoso y Sandoval, sobrino del Duque de Lerma y protegido del Rey.
- Otro invitado de honor al que recibieron los Obispos en su Palacio de Begíjar, fue Don Miguel de Cervantes y Saavedra, que por entonces, ejercía la labor de comisario de tierras en la Provincia de Jaén, sería durante los días 8 y 9 de marzo de 1592, Don Bernardo de Sandoval y Rojas, Pontífice de la Diócesis en aquel año, era un gran mecenas de literatos y sobre todo de Cervantes, al que le unía una gran amistad.

Cervantes, de alguna manera alaba y agradece a este Obispo gran amigo suyo en el prólogo de la segunda parte del "Quijote", haciéndole una especial mención.

## Uso actual
Actualmente el palacio ha sido donado por D. Santiago Vargas Jordán, su propietario, para fines de interés local. Su uso íntegro se dedica a la cultura, etnografía y etnología en general del Municipio, alojando el Museo de artes y costumbres populares de Begíjar  Archivado el 21 de octubre de 2016 en Wayback Machine., que gestiona y mantiene altruistamente la Asociación proyecto cultura joven del municipio jiennense.
Los objetivos que se persiguen con la creación de este museo etnográfico son los de mostrar la evolución histórica y cultural de la sociedad begijense, haciendo acopio de los oficios desaparecidos por la falta de relevo generacional, destacando aquellas características y valores locales que hacen la idiosincrasia del municipio única y singular. También es un Centro Cultural que desarrolla actividades para todos los públicos, generador de imaginación y creativad, con proyectos modernos, presentes y futuros y la mirada puesta en el pasado.
El museo permite el acceso a sus fondos a aquellos investigadores que lo soliciten y dispone de una sección de archivo y biblioteca para su consulta. Este centro, convertido en un auténtico foco cultural, acapara toda la atención de la actividad cultural del municipio, en sus más variadas facetas, considerando como labor fundamental la divulgación de la importancia del contenido y continente del museo. Circunstancia que ha sido aprovechada también hoy en día para poner en valor el edificio, siendo motivo de estudio por el colegio de arquitectos provincial así como por los universitarios: esto, debido a su importancia arquitectónica e histórica.
Recientemente ha sido creado el Centro Independiente de Estudios Begijenses (CIEBE), que realiza investigaciones que distribuye en publicaciones periódicas de divulgación cultural, cuya sede se encuentra en una de las secciones del Museo.